# Dannette Young
Dannette Louise Young-Stone (née le 6 octobre 1964 à Jacksonville) est une athlète américaine spécialiste du 200 mètres et des relais. Elle gagne deux médailles olympiques dans sa carrière lors de relais, une d'or en 1988 et une d'argent en 1992.

## Carrière

### Palmarès
| Date | Compétition                | Lieu              | Résultat | Épreuve    | Performance   |
| ---- | -------------------------- | ----------------- | -------- | ---------- | ------------- |
| 1987 | Universiade d'été          | Zagreb            | 3e       | 200 mètres | 22 s 72       |
| 1988 | Jeux olympiques d'été      | Séoul             | 1re      | 4 × 100 m  | 41 s 98       |
| 1989 | Coupe du monde des nations | Barcelone         | 4e       | 200 mètres | 23 s 08       |
| 1990 | Goodwill Games             | Seattle           | 1re      | 200 mètres | 22 s 64       |
| 1991 | Championnats du monde      | Tokyo             | 6e       | 200 mètres | 22 s 87       |
| 1992 | Jeux olympiques d'été      | Barcelone         | 2e       | 4 × 400 m  | 3 min 20 s 92 |
| 1993 | Championnats du monde      | Stuttgart         | 8e       | 200 mètres | 23 s 04       |
| 1994 | Goodwill Games             | Saint-Pétersbourg | 1re      | 4 × 100 m  | 42 s 98       |

### Records
| Épreuve    | Performance | Lieu      | Date           |
| ---------- | ----------- | --------- | -------------- |
| 100 mètres | 11 s 38     | São Paulo | 21 mai 1994    |
| 200 mètres | 22 s 18     | Atlanta   | 23 juin 1996   |
| 400 mètres | 51 s 29     | Linz      | 4 juillet 1994 |